# Rezolúció
A rezolúció a matematikai logikában egy levezetési eljárás, mely alapja az egyik automatikus tételbizonyítási módszernek, elméletnek, a rezolúciós kalkulusnak. Az eljárás az informatikában is jelentős, mivel a logikai programozás alapnyelve, a Prolog a rezolúció egy fajtájának, az elsőrendű lineáris rezolúciónak az algoritmikus megvalósítása.
A rezolúció szintaktikus módszer (az eljárás kiinduló formuláinak alakja, felépítése alapján működik); alapja, hogy két logikai formulához hozzárendeljük egy speciális következményformulájukat, az ún. rezolvensüket.
A rezolválandó formulákat először konjunktív normálforma alakúra kell hozni. Erre létezik automatikus eljárás; bár a logikai programozási nyelvek általában már feltételezik, hogy ez megtörtént, és csak speciális alakú formulákkal (ún. programklózok) tudnak dolgozni.

## A rezolúciós kalkulus alaptétele
A rezolúciós kalkulus alapjául a következő elemi logikai tétel szolgál:
Legyenek {\displaystyle A,B,C} tetszőleges (nulladrendű) formulák, ekkor az {\displaystyle A\lor C} és a {\displaystyle B\lor \lnot C} formuláknak az {\displaystyle A\lor B} formula egy logikai következménye, azaz (tétel:)
Ez értéktáblázattal, de anélkül is belátható. A ⇒ operátor definíciója alapján ez egy akkor érvényes következtetésmód, hogyha az előtag igaz, akkor az utótag is, azaz; a következtetésmód akkor és csak akkor hamis, ha az előtag igaz, de az utótag hamis. Utóbbi pedig nem lehetséges, mert ha az utótag hamis, akkor lévén A és B diszjunkciója, ennek mindkét tagja is hamis kell hogy legyen, tehát A is és B is hamis. Ez esetben az előtag {\displaystyle (h\lor C)\land (h\lor \lnot C)\equiv h\lor (C\land \lnot C)\equiv h}, tehát ez esetben az előtag azonosan hamis, így a következtetésmód mint formula, minden interpretációban igaz, egyszóval érvényes.

## Nulladrendű rezolúció

### A nulladrendű rezolvens
Legyen
- {\displaystyle K:=K_{1}\lor K_{2}\lor ...\lor K_{n}} és
- {\displaystyle L:=L_{1}\lor L_{2}\lor ...\lor L_{m}(n,m>0)} 
 két nulladrendű klóz (azaz negált vagy negálatlan atomi formulák diszjunkciója). Az egyes negált vagy negálatlan atomi formulákat {\displaystyle (K_{i},L_{j})} a klózok literáljainak nevezzük. Ha van a K, L formulákban egy-egy olyan literál, amely azonos atomból áll, de K-ban ellenkezőképp negált, mint L-ben (azaz K-ban negálatlan, de L-ben negált, vagy fordítva); akkor a K, L klózpárt rezolválhatónak mondjuk, ekkor (az általánosság megszorítása nélkül feltételezve, hogy ez az atom mondjuk A, és K-ban negált, L-ben negálatlan) K és L a következőképp írható:
- {\displaystyle K:=K'\lor \lnot A}
- {\displaystyle L:=L'\lor A}

ahol K', L' szintén klózok, literálok diszjunkciói;
ez esetben K és L nulladrendű rezolvense a következő klóz:
Összefoglalva megállapíthatjuk, hogy ha van két olyan klózunk, melyek tartalmaznak egy-egy ellenkezően negált, de azonos (atom)alapú literált, akkor (és csak akkor) a rezolvensképzés lehetséges, és abban áll, hogy e két ellenkezően negált literált „kiejtve”, a maradék literálokat egyetlen klózzá egyesítjük (összediszjunkciózzuk).
Ha K' és L' üres diszjunkció, akkor azt mondjuk, hogy a rezolvens az üres klóz, melynek jele 𝔠.

### A rezolúciós eljárás vázlatos menete
A nulladrendű logikai nyelvek két rezolválandó formuláját hozzuk először konjunktív normálforma alakra:
- {\displaystyle F_{1}:=K_{1,1}\land K_{1,2}\land ...\land K_{1,n}}
- {\displaystyle F_{2}:=K_{2,1}\land K_{2,2}\land ...\land K_{2,n}}

ahol Ki,j a konjunktív normálforma alakú formulák klózai.
Képezzük az összes klózból álló {\displaystyle G:={K_{1,1}\land K_{1,2}\land ...\land K_{1,n},K_{2,1}\land K_{2,2}\land ...\land K_{2,n}}} halmazt. Az eljárás alapja, hogy minden lépésben kiválasztunk két klózt, és képezzük azok ún. nulladrendű rezolvensét (ez is egy speciális konjunktív normálformula, mégpedig egy klóz), majd ezt a kapott formulát visszahelyezzük a G klózhalmazba.
Az eljárást addig folytatjuk, amíg elfogynak a rezolválható klózok (nem maradnak már kirezolválható literálok), ebben az esetben az eljárás sikertelen; vagy amíg „le nem vezetjük az üres klózt” (ez esetben az eljárás sikeres).
Ez így ebben a formában láthatóan nem algoritmus, hanem indeterminisztikus eljárás. A rezolúció „kevésbé determinisztikussá” alakításával (erre szolgálnak a rezolúciólinearizálás illetve az inputrezolúció és hasonló eljárások) és eme némileg csökkent többértelműségű eljáráscsaládok algoritmussá alakításával (ld. LUSH) lehetséges a determinisztikussá tétel, s ezáltal a gépi megvalósítás.

## Elsőrendű rezolúció
Az elsőrendű logikai rezolúció a következtetést egyetlen szabállyá egyszerűsíti le. A megértéséhez a következő példa segít:

Minden görög európai.
Homérosz görög.
Tehát Homérosz európai.
Formálisan ez a következőket jelenti: {\displaystyle \forall X,P(X)\supset Q(X);P(a)\rightarrow Q(a)}. Rezolúciót alkalmazva először is konjunktív normálformára kell alakítani a premisszákat. Ekkor minden kvantor impliciten a következő módon alakul át:
- Univerzális kvantor: kihagyásra kerülnek, az általánosítás szabálya értelmében
- Egzisztenciális kvantor: Skolem-függvény helyettesíti őket.

Ilyen formán a következő módon fog kinézni az eredeti levezetésünk: {\displaystyle \lnot P(X)\lor Q(X);P(a)\rightarrow Q(a)}.

### Levezetési technika
A levezetés a következő lépésekkel történik:
- Keresünk két, azonos predikátumot ellentétesen negálva tartalmazó klózt
- Megkíséreljük egyesíteni, összevonni őket. (Ha nem sikerül, másik két klózt kell választanunk)
- Ha nyitott változót tartalmaz az egyik klóz, mely a másikban kötöttként fordul elő, helyettesítsük a kötött termjükkel őket is
- Egyszerűsítsünk az összevont predikátumokkal, és kombináljuk a megmaradt kettőt egy új klózzá, diszjunkció segítségével

#### Példa a levezetésre
Az eredeti példánál maradva: {\displaystyle \lnot P(X)} előfordul az első klózunkban, míg {\displaystyle P(a)} megjelenik a második állításunkban. X nem kötött változó, viszont "a" egy kötött atom. Felírható a következő helyettesítés: {\displaystyle X\rightarrow a}. Megválva az így egyesített predikátumainktól, és a helyettesítést alkalmazva felírható a következtetés: {\displaystyle Q(a)}.